# Onthophagus nanus
Onthophagus nanus é uma espécie de inseto do género Onthophagus, família Scarabaeidae, ordem Coleoptera.

## História
Foi descrita cientificamente por Harold em 1878.